# Cal Trago
Cal Trago o Can Bros és una casa gòtica del municipi de Collbató (Baix Llobregat) protegida com a bé cultural d'interès local.

## Descripció
Construïda en desnivell i al costat de l'antic camí que portava al castell de Collbató, aquesta casa està adossada a una altra pel costat curt lateral. Sembla que ha sofert algunes reformes des de la seva construcció al segle xiii, conservant d'aquesta època els dos arcs gòtics que servien d'entrada al poble. L'entrada a la casa està precisament en aquest punt, entre els dos arcs. L'última intervenció en aquesta estructura sembla que es va fer l'any 1978.
Un dels arcs era una porta d'entrada a la població de Collbató, als peus del castell, que es conserva a l'extrem del carrer Amadeu Vives. A l'altra banda del pas hi ha un arc apuntat adovellat bastant ample, que està integrat dintre de Cal Casanovas.

## Història
La data més antiga de la que es té constància és el segle xiii.